# 2С22 «Богдана»
2С22 «Богдана» — українська 155-мм самохідна артилерійська установка на колісному шасі, яка стала першою українською САУ, розробленою під стандартний для країн НАТО калібр 155 мм. У 2022 році гаубиця отримала бойове хрещення у битві за острів Зміїний. В 2023 році офіційно прийнята на озброєння Збройних сил України.
Перший прототип побудовано 2018 року на шасі КрАЗ-63221, серійно гаубиця виготовляється з 2023 року в кількох варіантах на шасі МАЗ-6317 та Tatra 815-7. За 2024 рік було виготовлено близько 154 серійних зразків, із темпом виробництва близько 10—20 одиниць на місяць.

## Історія

### Передумови
На початку 2009 року корпорацією «ТАСКО» була завершена розробка дослідного зразка української САУ, що базується на шасі автомобіля Краз-6322 зі встановленою 155-мм гаубицею. Новина активно обговорювалась на мілітарних форумах.
Калібр 155 мм — стандарт для артилерії НАТО, відмінний від калібру 152 мм, прийнятого у СРСР. Ідеї щодо можливості переходу України на артилерійський калібр 155 мм були озвучені командувачем РВіА генерал-майором В'ячеславом Горбильовим у 2017 році.

### Перші публічні повідомлення
Вперше публічна згадка про САУ «Богдана» з'явилася 14 липня 2018 року, коли військовий експерт Сергій Згурець повідомив, що установка буде вперше показана громадськості на військовому параді на честь Дня Незалежності 24 серпня 2018 року. Він повідомив, що САУ матиме калібр 155 мм. Невдовзі після анонсу появи САУ «Богдана» з'явилося підтвердження, що в Україні на ДАХК «Артем» є можливості виготовляти снаряди калібру 155 мм.
У період липня—початку серпня питанням того, чи буде нова САУ на гусеничному ходу, аналогічно польській AHS Krab, чи на колісному шасі, як словацька Zuzana, чеська САУ Dana або радянська 2С21 «Мста-К», задавалися численні військові оглядачі.
Під час відвідування Міністром оборони України Степаном Полтораком репетиції параду до 27-ї річниці Незалежності України, відповідаючи на питання журналістів про САУ «Богдана» він розказав, що 10 серпня 2018 року буде прийнято рішення про прийняття на озброєння 155-мм гармати, також Полторак додав, що вже станом на 7 серпня вона проходить випробування. 9 серпня 2018 року дослідний зразок гаубиці проходив випробування в Павлограді. 10 серпня 2018 року Сергій Згурець вперше розмістив фото установки — САУ мала колісне шасі. Фото зроблено на полігоні в Озерному Житомирської області, де відбувалася демонстрації гаубиці представникам військово-політичного керівництва країни.

### Перша демонстрація
24 серпня 2018 року установка брала участь у параді до дня Незалежності України.
Під час вогневих випробувань САУ «Богдана» будуть використані новітні активно-реактивні боєприпаси HE ER BT, виробництво яких буде налагоджене на ДАКХ «Артем». Також на випробування будуть надані як снаряди виробництва «Артем», так й іноземного, сумісного зі стандартами НАТО, в тому числі — снаряди M107.
САУ «Богдана» розроблена на виконання технічного завдання, підготовленого фахівцями Центрального науково-дослідного інституту озброєння та військової техніки ЗС України. Новий проєкт фінансується в рамках державного оборонного замовлення. Розробник САУ — Краматорський завод важкого верстатобудування. Саме краматорськими підприємствами розроблено та виготовлено усі ключові компоненти артчастини системи «Богдани», включно зі стволом самої нової гаубиці. До кооперації залучено близько 10 оборонних компаній. Остаточні підтверджені характеристики самохідної «Богдани» калібру 155 мм стануть відомими лише після завершення державних випробувань цієї нової артилерійської системи.
Станом на початок жовтня 2019 року був виготовлений перший зразок системи, який успішно пройшов ходові випробування та здійснив перші тестові постріли. Але через відсутність вітчизняних снарядів потрібного калібру заводські випробування не були завершені. Очікується, що основна частина робіт буде завершена до середини 2020 року.

### Випробування

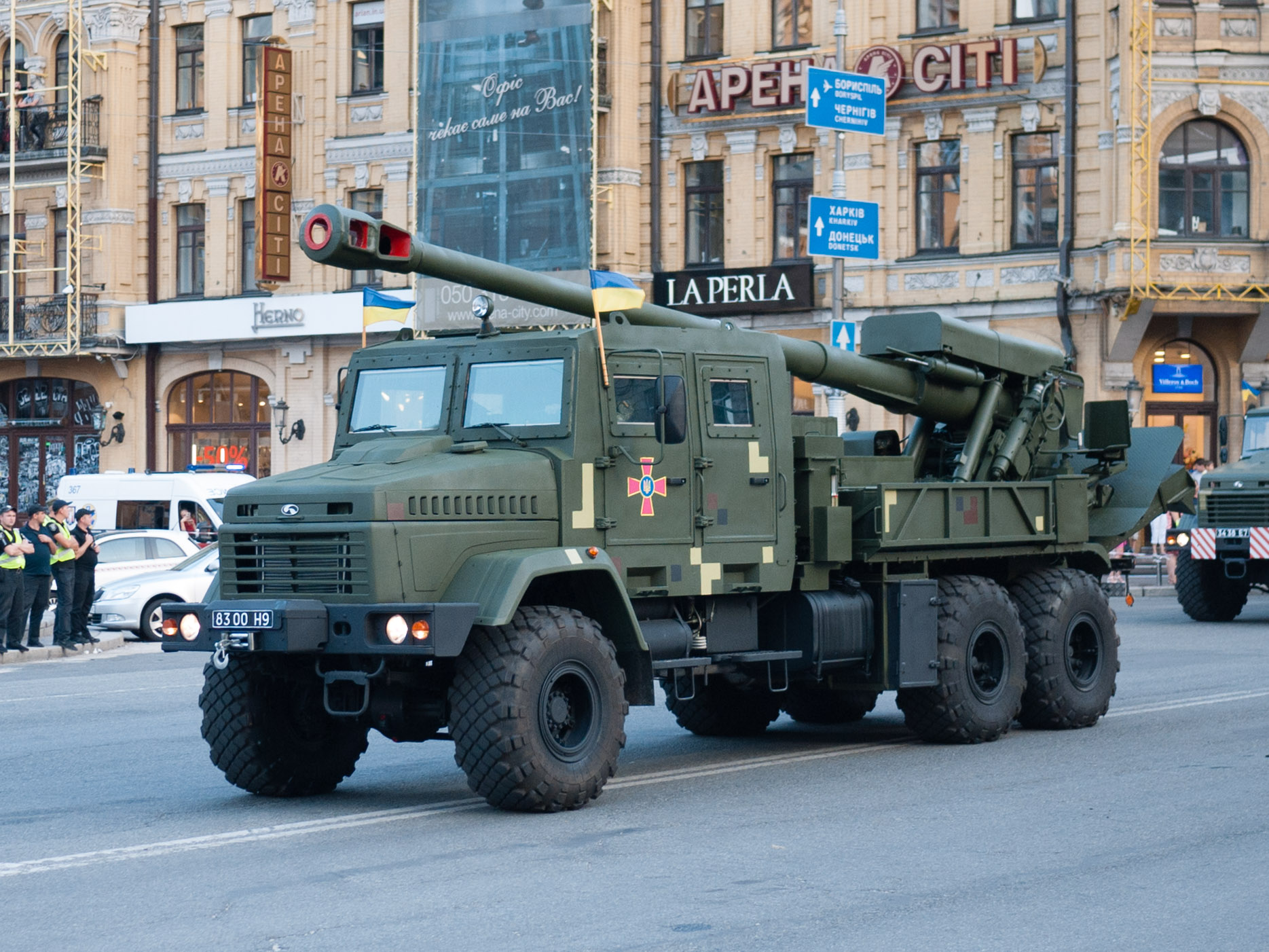
Дослідний зразок на параді на честь дня Незалежності України 2018 року

Наприкінці грудня 2019 року розпочалися випробування САУ, та було завершено перший етап, проведено гідропостріл. Під час гідропострілу випробувальники здійснили постріл дерев'яною «болванкою», заливши у ствол гармати воду, щоб «снаряд» не загорівся. В ході таких випробувань перевіряється чи тримає ствол необхідний для пострілу тиск та роботу всіх систем артилерійської установки. Наступним етапом випробування САУ «Богдана» мав бути постріл інертним (не бойовим) боєприпасом, а вже після цього розпочнуться стрільби бойовими снарядами на різні відстані для підтвердження заявлених тактико-технічних характеристик.
За даними ЗМІ всього «Богдана» встигла здійснити сім пострілів, з яких два — гідропостріли, два — холості постріли і три постріли інертними снарядами. Це сталось через те, що виробник звинувачує Міністерство оборони у тому, що воно переклало на нього закупівлю снарядів для випробувань. Міноборони ж, в затримках з «Богданою», звинувачує головного виконавця дослідно-конструкторської роботи, який не виконав зобов'язань на етапі попередніх випробувань. Є навіть кілька рішень судів. Зокрема рішенням Господарського суду м. Києва по справі № 910/10322/19, терміни державних випробувань перенесені на друге півріччя 2021 року.
В листопаді 2020 року стало відомо, що виявлені під час перших випробувань проблеми вдалось усунути та поліпшена версія дослідного зразка САУ готова до нових випробувань. Зокрема, на гармату було встановлене нове дульне гальмо, що має ефективніше розсіювати відбій, було внесено низку інших змін в конструкцію всієї системи. Невдовзі перед тим в мережі було оприлюднене відео з випробувань першого зразка САУ.
Протягом 2020 року випробування не відбувались через суперечку між міністерством оборони та головним виконавцем дослідно-конструкторських робіт — ПАТ «Краматорський завод важкого верстатобудування». На Краматорському заводі звинувачують Міноборони у блокуванні випробувань САУ та припинені фінансування. Міноборони ж звинувачує підприємство у невиконанні зобов'язань на етапі попередніх випробувань. Зокрема рішенням Господарського суду м. Києва по справі № 910/10322/19, терміни державних випробувань перенесені на друге півріччя 2021 року.
Наприкінці січня 2021 року стало відомо, що міністерство оборони вирішило поновити її попередні випробування після річного блокування. Однак, йшлося лише про перший етап попередніх випробувань, які полягають в оцінці реальних можливостей озброєння та відповідності визначеним вимогам. Вони є необхідною умовою для проведення вже державних випробувань, після яких можливе прийняття зразка на озброєння та розгортання серійного виробництва.
Наприкінці травня 2021 року інформаційна агенція «Defense Express» повідомила, що артилерійська установка 2С22 «Богдана» повернулась до випробувань і вже зробила понад півсотні пострілів на полігоні «Широкий лан». Наразі тривав етап попередніх випробувань, які полягають в оцінці реальних можливостей озброєння та відповідності визначеним вимогам. Вони є необхідною умовою для проведення вже державних випробувань, після яких можливе прийняття зразка на озброєння та розгортання серійного виробництва.
з 20 по 23 жовтня 2021 року на державному випробувальному полігоні «Алібей» відбувались бойові стрільби у рамках продовження другого етапу стрільбової частини попередніх випробувань дослідного зразка виробу «Богдана».
Протягом 12 грудня 2021 року до 25 січня 2022 року на випробувальному полігоні «Алібей» проходив черговий етап відомчих випробувань. Всього за час випробувань було здійснено 450 пострілів, зокрема й на дальність 40 км. У ході випробувань використовуються 155-мм снаряди турецького та чеського виробництва, включно із далекобійними снарядами з поліпшеною аеродинамікою і ведучим паском HE ERFB-ВВ від Excalibur Army. На практиці була доведена можливість стрільби на 42 км без використання активно-реактивного снаряда.

### Російське вторгнення 2022 року і серійне виробництво
На початку повномасштабної збройної агресії Росії проти України, за словами експосадовця Сергія Пашинського «25 лютого 2022 року розробникам „Богдани“ надійшло розпорядження — знищити її, щоб новітня українська САУ не дісталась ворогу». В Краматорську дослідний зразок був розібраний на деталі, й в такому вигляді вивезений у тил, до Житомира. Там її вдалось зібрати назад й відправити на фронт.
26 січня 2023 року міністр оборони України Олексій Резніков повідомив, що ще навесні 2022 року було профінансовано серійне виробництво установок. Також він показав фото з частиною кабіни нового шасі. Нова модифікація наймовірніше буде на новому шасі. На початку лютого того ж року міністр заявив, що поставки перших серійних моделей плануються «в найближчі місяці».
В лютому 2023 року проєкт оновленої САУ було продемонстровано на міжнародній виставці IDEX-2023 в Абу-Дабі. Було заявлено про можливість вибору 6×6 або 8×8 шасі для замовника, а саме Tatra 815, КрАЗ або MAN. На зображеннях установка мала броньовану кабіну від Української бронетехніки та механізм заряджання. Ці моделі відрізняються від продемонстрованої раніше Олексієм Резніковим.
У червні-липні 2023 року зафіксовано відеопідтверження фактичного застосування оновленої САУ на яких фігурують щонайменше дві нові установки.
У серпні 2023 року генеральний директор компанії «Українська бронетехніка» Владислав Бельбас заявив, що САУ виготовляється серійно одразу у двох варіантах. Ймовірно, йшлось про два шасі: МАЗ-6317 та Tatra 815-7.
За словами Володимира Зеленського, станом на грудень 2023 року темп виробництва сягнув шести установок на місяць. За даними «Економічної правди», станом на грудень 2023 року зібрали близько 30 установок.
За словами президента, станом на травень 2024 темп виробництва САУ становив 10 одиниць на місяць, а на жовтень того року — 15-20.

### Причіпна версія
Вперше про роботи над створенням причіпної артилерійської установки на основі артилерійської частини САУ «Богдана», стало відомо у листопаді 2023 року. Оскільки виробництво 155-мм стволів випереджало виготовлення самохідних артилерійських систем, то розглядався варіант встановлення гаубиці на лафет радянської артилерійської системи.
На початку жовтня 2024 року було представлено експериментальний зразок причіпної артилерійської установки «Богдана».
На показаному зразку артилерійська частина розміщена на лафеті 152-мм гаубиці 2А36 «Гіацинт-Б» зміненої конструкції.

### Міжнародний патент за процедурою Patent Cooperation Treaty (PCT)
02 липня 2025 року стало відомо, що «Краматорський завод важкого верстатобудування» зареєстрував міжнародний патент за процедурою Patent Cooperation Treaty (PCT) на самохідну артилерійську установку 2С22 «Богдана». У патентній документації САУ «Богдана» представлена на новому шасі в повній конфігурації. Не виключено, що українське підприємство «Краматорський завод важкого верстатобудування», яке регулярно випробовує та серійно випускає цей артилерійський модуль на різних типах шасі, готується до організації його закордонного виробництва.

## Конструкція

### Артилерійська складова

#### Ствол
САУ використовує стволи виробництва Краматорського заводу важкого верстатобудування. За словами Юрія Бірюкова, ствол гаубиці виготовлений із того ж сплаву, що й український міномет М120-15 «Молот».

#### Система заряджання

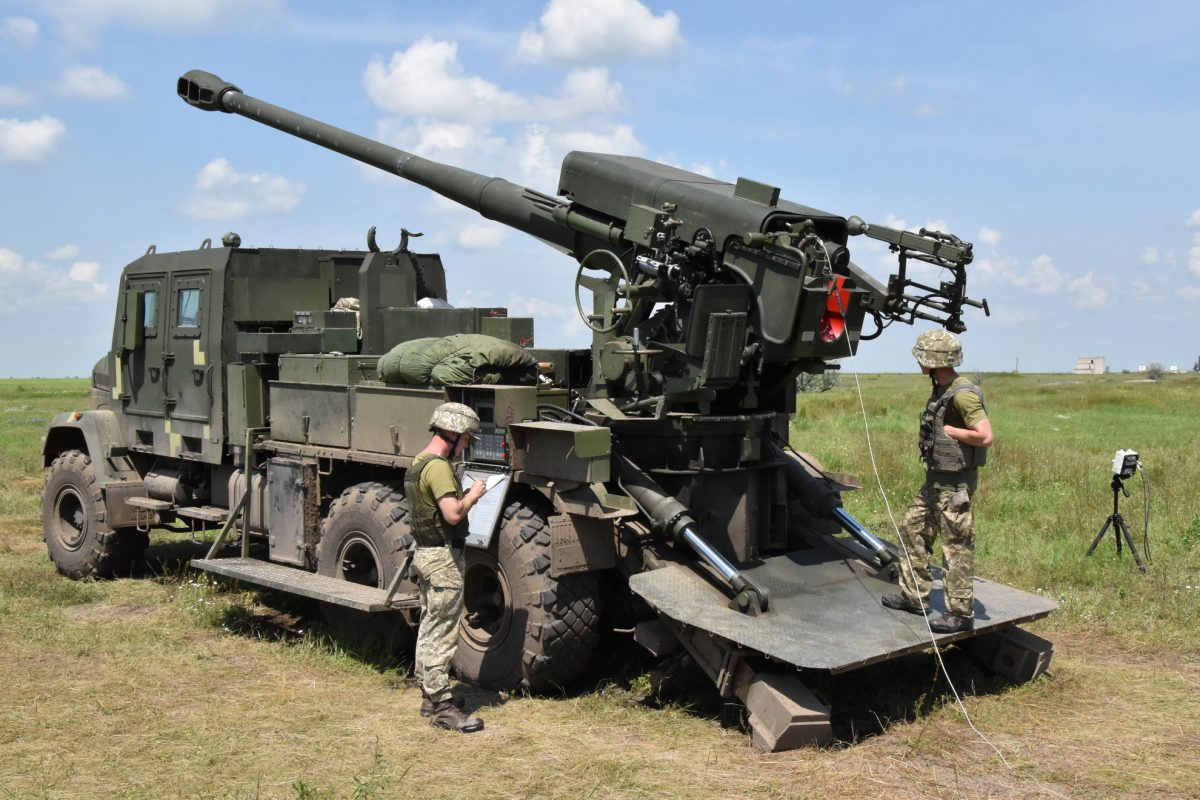
Вид на артилерійську частину дослідного зразка, досилач відсутній

За даними Defense Express, автомат заряджання передбачений конструкторською документацією та розроблений. Державні випробування «Богдана» мала проходити у повній комплектації, однак через російське вторгнення 2022 року прототип та ранні серійні зразки не отримали ні автомат заряджання, ні навіть досилач. Відсутність досилача була одним із головних недоліків САУ, оскільки бійцям доводилось піднімати важкі боєприпаси над головою та вручну доправляти до казенника.
Вперше було помічено досилач на урочистому заході до Дня ракетних військ і артилерії 3 листопада 2023 року, а вже станом на грудень всі нові САУ постачались одразу з досилачем. За словами військових, цей механізм дозволив збільшити темп вогню із 3 до 6 пострілів на хвилину.
Конструктивно досилач «Богдани» подібний до такого у 2С7 «Піон»: боєприпас вручну кладеться до спеціального лотка, який підіймає снаряд та досилає його в казенник.
У перспективному проєкті «Богдана 3.0» на IDEX-2023 було заявлено про повністю автоматичну артилерійську частину, що не потребує участі обслуги для заряджання.

#### Система керування вогнем
Початково машина передбачала автоматизовану систему наведення на контролерах Siemens SIPLUS та SIMATIC HM, та систему автоматичної подачі боєприпасів на 6 снарядів). Управління заряджанням, наведенням та стрільбами може здійснюватися як із кабіни установки, так і ззовні — у задній частині САУ встановлено другий пункт керування.
Наприкінці березня 2025 року стало відомо про оснащення САУ балістичними радарами, ймовірно, 112L4. Такий радар вимірює початкову швидкість снаряда, дозволяючи введення точніших поправок.

### Шасі

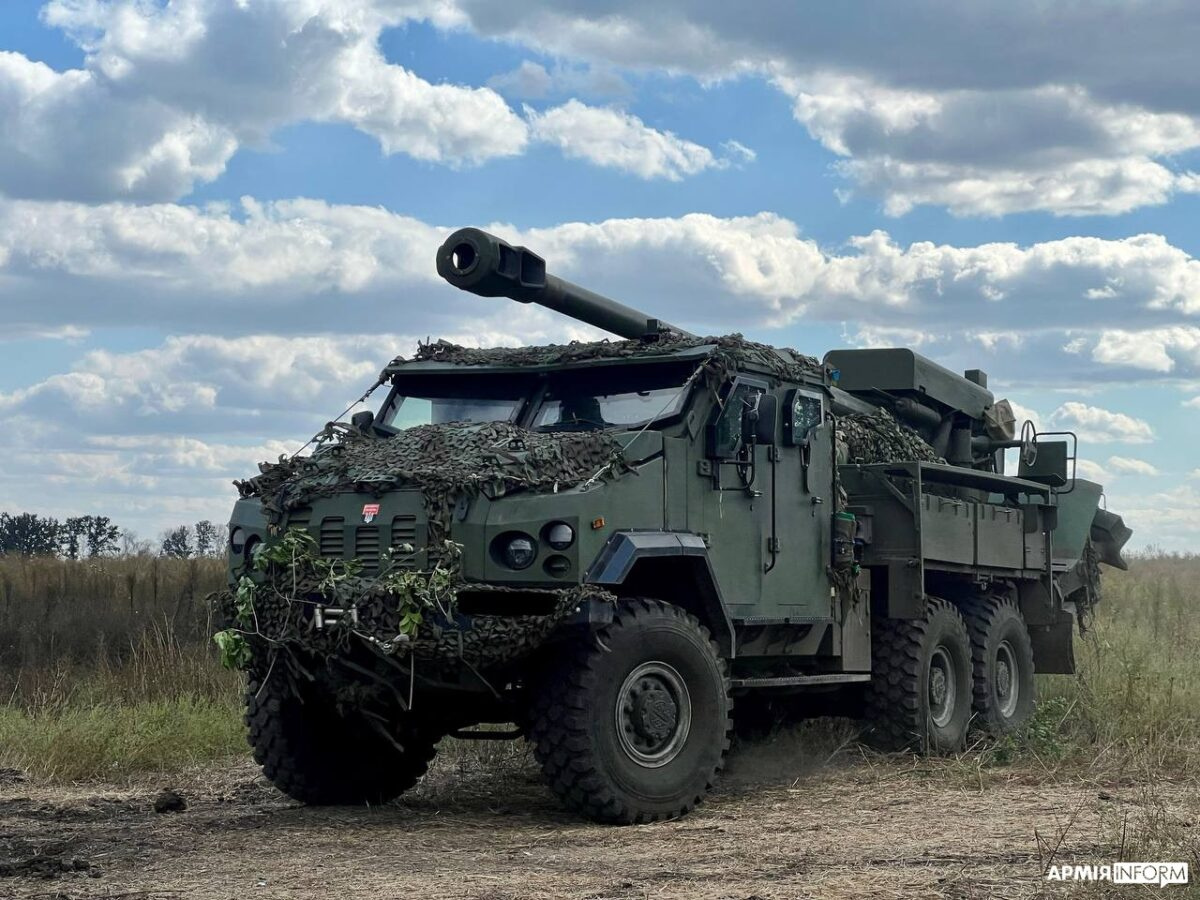
На шасі МАЗ

Прототип самохідної артилерійської установки було побудовано на шасі КрАЗ-63221 з колісною формулою 6×6, представленому 2018 року. Силова установка КрАЗ-63221 має дизельний двигун потужністю 380—420 к.с. Контрольна витрата палива становить 37 л/100 км, запас ходу із контрольної витрати палива — 1200 км. Шасі обладнано централізованою системою підкачування шин, що забезпечує високу прохідність по ґрунтах із низькою несною здатністю, лебідкою, системою run flat, світломаскувальним пристроєм, фільтровентиляційною установкою тощо.
У 2021 році ЗМІ писали, що через процедуру банкрутства підприємства, ймовірно, надалі бойова частина буде встановлена на інше високопрохідне шасі.
У січні 2023 року міністр оборони Олексій Резніков анонсував серійну модифікацію на новій базі. Відомо про два серійні шасі: МАЗ-6317 (з травня 2023) та Tatra 815-7 (з липня 2023), а на початку 2024 року з'явились кілька машин на іншому чотиривісному шасі, схожому на Tatra 158 Phoenix. Випуск установки на різних шасі пов'язаний із дефіцитом таких колісних платформ на ринку, тому для збереження темпу виробництва використовують кілька шасі.
Варіант на шасі МАЗ виник як тимчасове рішення, оскільки з початком повномасштабного російського вторгнення Україна ці шасі більше не закуповує, однак на складах підприємства «Українська бронетехніка» знаходилась певна кількість готових до використання шасі, якими можна було терміново заповнити потребу Сил оборони України.
Шасі Tatra 815-7, можливо, були закуплені до вторгнення для РСЗВ «Буревій»— але з початком повномасштабної війни виник дефіцит боєприпасів до цієї системи, тож шасі могли передати під «Богдани». Однак, проблемами цього шасі є тривалий виробничий цикл (понад рік) та висока вартість. Станом на березень 2025 через скорочення виготовлення шасі Tatra 815 основним шасі стала Tatra Phoenix, а крім того, українські посадовці вели роботу над закупівлею інших європейських шасі.
У грудні 2023 року «Економічна правда» повідомила, що КрАЗ здатен виготовляти шасі за умови відновлення підприємства після банкрутства та ракетних обстрілів.
У проєкті «Богдана 3.0», продемонстрованому на IDEX-2023, заявлено про можливість вибору 6×6 або 8×8 шасі для замовника, а саме Tatra 815, КрАЗ або MAN.

### Корпус

#### Захист
Початкові вимоги передбачали, що платформа повинна забезпечувати наявність протикульового броньового захисту обслуги (екіпажу) від куль типу Б-32 калібру 7,62 мм з відстані не більше 30 м при кутах обстрілу ±30° та осколків снарядів аналогічних за енергетикою дії. Конструкція корпусу повинна забезпечувати такі рівні протимінного захисту: колесо (не нижче вимог рівня 1 STANAG 4569) — ручна граната, нерозірваний артилерійський снаряд, дрібні підривні пристрої з тротиловим еквівалентом не менше 0,35 кг; днище (не нижче вимог рівня 2b STANAG 4569) — міна з масою вибухівки 6 кг в тротиловому еквіваленті по центру машини.

#### Бронекабіна
На прототипі було встановлено спарену броньовану чотиридверну кабіну з двома рядами сидінь для екіпажу з 5 осіб. Кабіна обладнана системами опалення, кондиціонування, вентиляції і обдування теплим повітрям вітрового скла, електрообігрівом вітрових і дверних стекол. У ній передбачені місця для розміщення додаткового обладнання: приладів спостереження і нічного бачення, приладів радіаційної та хімічної розвідки і контролю, радіостанції, предметів індивідуального захисту, боєкомплекту, що перевозиться, (за кількістю місць в кабіні) і особистих речей екіпажу.
На серійних зразках відомо про встановлення двох варіантів кабін: на шасі МАЗ-6317 встановлюють бронекабіни виробництва компанії «Українська бронетехніка», конструктивно подібні до корпусів бронеавтомобілів «Варта», а шасі Tatra 815-7 постачались з оригінальними кабінами виробника. На початку 2024 року на іншому чотиривісному шасі встановлено кабіну, схожу на кабіну варіанту на МАЗ-6317.

Один із серійних варіантів використовує стандартну броньовану кабіну Tatra 815-7, що має протимінний захист. Механік-водій «Богдани» на шасі Tatra так прокоментував оновлення бази: «Порівняно з першою, експериментальною, є з чим порівняти, нова — набагато краща. Комп'ютер краще працює, Tatra комфортніша, її прохідність краща. Всередині кабіни все так, наче в хорошій іномарці, є клімат-контроль. Під час пострілу кабіна дуже стабільна, її не кидає і не штовхає, всередині нічого не розлітається». 

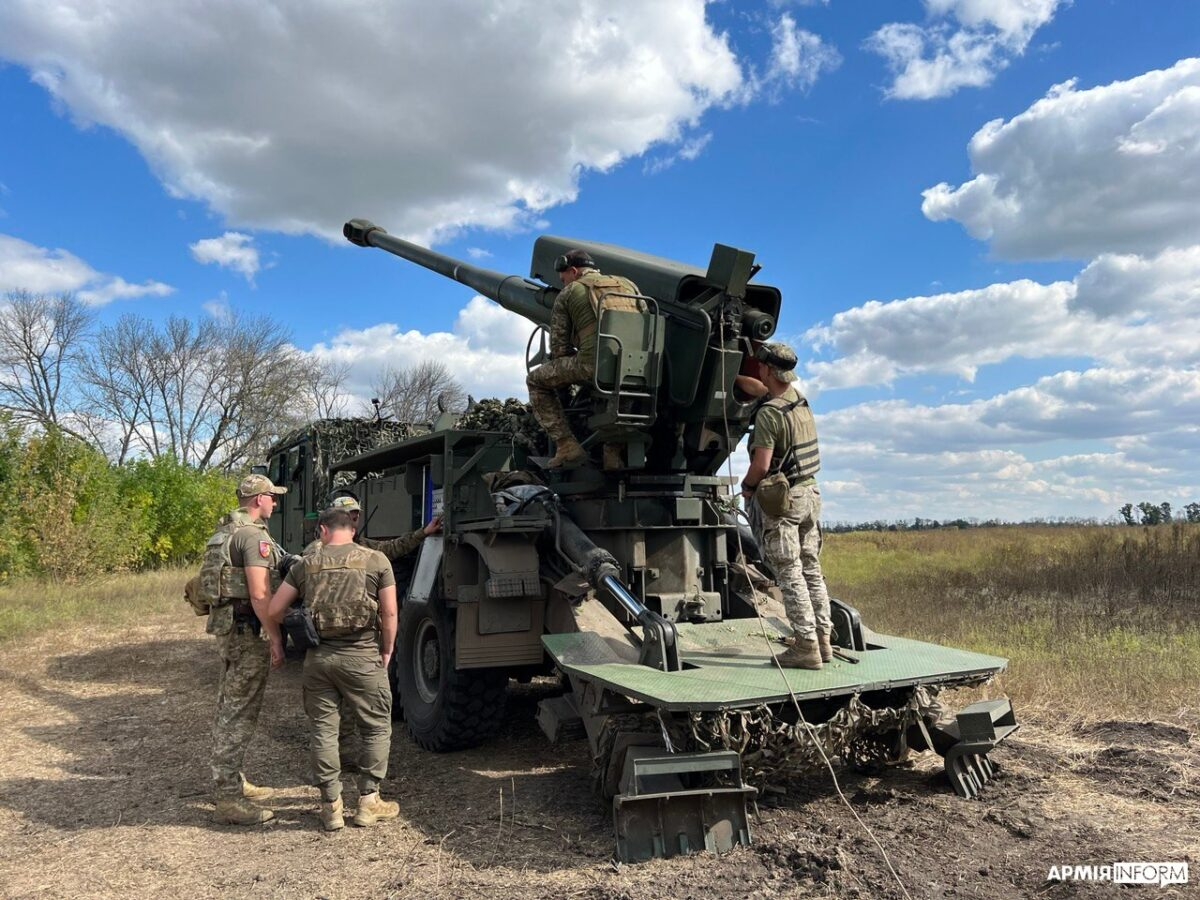
Задня частина САУ

## Тактико-технічні характеристики
Згідно з даними різних джерел, самохідна артилерійська установка 2С22 «Богдана» має такі характеристики:
- Шасі:
  - КрАЗ-63221 (прототип)
  - МАЗ-6317, Tatra 815-7 (серія)
- Вага: 28 т
- Обслуга: 5 осіб
- Швидкість руху
  - по трасі: 80 км/год
  - по пересіченій місцевості: 30 км/год
- Запас ходу
  - по трасі: 800 км
  - по пересіченій місцевості: 300 км

Характеристики бойової частини:
- Ствол
  - Калібр: 155 мм
  - Довжина: 52 калібра
  - Кути підвищення: +5…+65°
- Автомат заряджання на 6 снарядів (передбачений конструкторською документацією)
- Швидкострільність: 6 пострілів на хвилину (за наявності автомата заряджання)
- Боєзапас: контейнери на 20 снарядів
- Дальність вогню
  - мінімальна: 780 м
  - максимальна
    - Осколково-фугасний снаряд: 30 км[63]
    - Активно-реактивний снаряд: до 40 км

## Варіанти
- Умовне позначення Богдана 1.0: дослідна установка на шасі КрАЗ-63221. Брала участь у держвипробуваннях та звільненні острова Зміїний.[64]
- Умовне позначення Богдана 2.0: варіант на шасі модернізованого МАЗ-6317 з броньованою кабіною розробки компанії «Українська бронетехніка» (схожої на кабіну бронеавтомобіля «Варта»), відомий з травня 2023 року.[64] Початково без досилача снарядів, він встановлюється з осені 2023 року.[48]
  - варіант на чотиривісному шасі Tatra 815-7 зі стандандартною бронекабіною Tatra, відомий з серпня 2023.[56][39]
  - варіант на чотиривісному шасі (можливо, Tatra 158 Phoenix[57]) із бронекабіною, подібною до кабіни варіанту на шасі МАЗ, відомий з початку 2024 року.[58]
- Умовне позначення Богдана 3.0: представлений в лютому 2023 року на виставці IDEX-2023 проєкт з повноцінним автоматом заряджання, що працюватиме без участі людей. Представлено варіанти на шасі Tatra, КрАЗ і MAN.[65]
- Умовне позначення Богдана-Б: причіпний варіант, про розробку якого відомо з листопада 2023 року. Причиною створення цієї версії є те, що виробництво стволів випереджає можливості їх встановлення на колісні платформи.[66] Видання «Мілітарний» припускає, що нову артилерійську частину можуть встановлювати на лафети зношених радянських систем, як «Гіацинт-Б», «Мста-Б» або Д-20.[41][42] Вперше зразок такої системи продемонстрували на початку жовтня 2024, він був виконаний на шасі «Гіацинт-Б», але з іншими механізмами вертикального наведення та фіксації ствола.[67]

## Виробництво
За словами Володимира Зеленського, станом на грудень 2023 року темп виробництва сягнув шести установок на місяць. За даними «Економічної правди», станом на грудень 2023 року зібрали близько 30 установок.
Станом на квітень 2024 щомісяця вироблялося по 10 САУ. На вересень 2024 року Сили оборони отримали 18 нових САУ, закупівлю профінансувало Королівство Данія. САУ вже перебували на озброєнні.
У вересні 2024 року президент України заявив, що зазвичай за місяць виробляють від 15 одиниць, а в окремі місяці — до 20 одиниць.
Протягом 2024 року український оборонно-промисловий комплекс виготовив 154 одиниці артилерійських систем, із темпом вробництва від 10 до 20 одиниць на місяць.

## Вартість
Вартість виробництва однієї одиниці станом на березень 2025 року оцінювалася у суму меншу за 3 млн євро.

## Оператори
- Україна: вироблено не менше 180 одиниць. 30 одиниць на грудень 2023,[59] 154 одиниць за 2024 рік.[72] За даними The Military Balance 2025 на озброєнні ЗСУ перебуває близько 80 САУ «Богдана».[74]
  -  Сухопутні війська: 57 ОМПБр (на шасі МАЗ-6317),[56] 1 ОБрСпП імені Івана Богуна (дослідний зразок на шасі КрАЗ-63221, САУ на шасі Tatra T815-7),[56] 26-та артилерійська бригада,[75] 44-та окрема артилерійська бригада,[76] 55-та окрема артилерійська бригада «Запорізька Січ»[77]
  -  Морська піхота: 32-га окрема артилерійська бригада,[78] 406-та окрема артилерійська бригада[79]
  -  НГУ: Окрема артилерійська бригада,[80] 18-та Слов'янська бригада[81]
  -  Національна поліція: Бригада «Лють»[82],  Бригада «Хижак»[83]
  -  ГУР: Артилеристи Головного управління розвідки Міноборони України[84]

## Бойове застосування

### Російсько-українська війна
Дослідний зразок САУ після початку вторгнення був розібраний на деталі у Краматорську і в такому вигляді вивезений у тил, до Житомира. Там її вдалось зібрати назад й відправити на фронт.
Першим бойовим застосуванням «Богдани» стала битва за острів Зміїний. Гаубиця разом із французькими CAESAR завдавала ударів по російських силах на острові, стріляючи з позиції поблизу Вилкового. Вогонь української артилерії коригував багатоцільовий БПЛА Bayraktar TB2 та інші безпілотники. За словами Пашинського, з «Богдани» було, зокрема, знищено ЗРГК «Панцирь». На поширеному ним відео волонтер Мирослав Гай дає команду «Вогонь» по захопленому острову.
30 червня 2022 року Головнокомандувач ЗСУ Валерій Залужний наголосив на тому, що «Богдана» відіграла важливу роль у звільненні острова і подякував її розробникам.
26 грудня 2022 року 1 ОБрСпП імені Івана Богуна показала застосування гаубиці.
У червні 2023 року з'явились перші відео стрільб «версії 2.0» на шасі МАЗ-6317. А 9 липня 57 ОМПБр показала застосування двох гаубиць на Бахмутському напрямку.
6 серпня 2023 року Радіо Свобода опублікували відео-матеріал за участі 1-ї ОБрСпП імені Івана Богуна яка показала застосування гаубиці на шасі Tatra 815-7 в Донецькій області. 9 жовтня 1 ОБрСпП імені Івана Богуна опублікувала відеоролик застосування гаубиць, що засвідчує наявність у бригади також гаубиць у версії МАЗ-6317.
На початку листопада 2023 року прес-служба Командування Об'єднаних сил ЗС України повідомила, що Збройні Сили України у Північній операційній зоні з батареї САУ «Богдана» уразили російських загарбників, які обстрілювали прикордоння в Чернігівській та Сумській областях. Українські артилеристи застосували тактику кочівного вогневого засобу. Попри перезаряджання вручну, на виконання вогневого завдання було потрібно до 7-8 хвилин, а результат роботи — за даними української розвідки — уражений БТР, автомобільна техніка, склад боєприпасів, міномети, установки «Град» та жива сила противника.
На початку 2024 року з'явились фото ще однієї версії «Богдани» в 47 ОАБр на чотиривісному шасі з кабіною, подібною до кабіни від «Української бронетехніки», яку встановлювали на шасі МАЗ.

#### Втрати
Станом на 19 червня 2025 року редактори Oryx Blog знайшли фото- чи відеопідтвердження втречених Збройними силами України 27 САУ «Богдана» (знищених або пошкоджених російськими військами).
|            | «Богдана» 2.0 | «Богдана» 3.0 | «Богдана» 4.0 | Всього |
| ---------- | ------------- | ------------- | ------------- | ------ |
| Знищено    | 1             | 8             | 17            | 26     |
| Пошкоджено | 0             | 1             | 0             | 1      |
| Захоплено  | 0             | 0             | 0             | 0      |
| Всього     | 1             | 9             | 17            | 27     |

### Аналоги
- AHS Kryl
- ARCHER
- ATMOS 2000
- CAESAR
- Nora B-52
- DANA
- Zuzana
- 2С43 «Мальва»

### Інше
- AHS Krab
- AS-90
- M109
- PzH 2000
- RCH 155